# Patrick Maynard Stuart Blackett
Patrick Maynard Stuart Blackett OM CH FRS (Londres, Anglaterra, 18 de novembre de 1897 - ibídem, 13 de juliol de 1974) fou un físic anglès guardonat l'any 1948 amb el Premi Nobel de Física.

## Biografia
Va néixer el 1897 a la ciutat de Londres. Es graduà a la Universitat de Cambridge l'any 1921 passant a treballar posteriorment durant deu anys al Laboratori Cavendish. El 1933 ingressà a la Universitat de Londres i després a la de Manchester. Entre 1965 i 1970 fou president de la Royal Society britànica. Blackett morí el 1974 a la ciutat de Londres.

## Recerca científica
Interessat des de ben jove sobre els raigs còsmics aconseguí, gràcies a la utilització de la càmara de Wilson, confirmar l'existència del positró i descobrir la producció de girs oposats entre el positró i l'electró. Aquest treball, així com el realitzat en l'aniquilació de la radiació, van convertir-lo en el primer investigador de l'antimatèria.
Durant la Segona Guerra Mundial fou un els principals propulsors de la fundació del camp d'estudi conegut com a Investigació d'operacions, que va millorar les probabilitats matemàtiques. Durant la Guerra va discutir fortament contra les tàctiques del bombardeig estratègic, usant la "investigació d'operacions" per a demostrar que no tenia els efectes que els comandants militars pensaven, és a dir, que "no van trencar la voluntat" de l'enemic ni va obstaculitzar perceptiblement les seves capacitats de producció. Aquesta opinió el va posar en contra de l'autoritat militar existent i va ser expulsat de diversos cercles de comunicacions. Després de la Guerra l'estudi sobre el bombardeig estratègic aliat va provar que Blackett tenia raó.
El 1947 va introduir una teoria per explicar el camp magnètic de la terra en funció de la seva rotació, amb l'esperança que unificaria la força electromagnètica i la força de la gravetat. Va passar un nombre d'anys desenvolupant magnetòmetres d'alta qualitat per tal provar la seva teoria, rebutjant-la finalment. El seu treball sobre el tema, no obstant això, va conduir Blackett en el camp de la geofísica, on va ajudar a processar dades referents al paleomagnetisme i va ajudar casualment a proporcionar l'evidència forta per a la idea de la Deriva continental.

## Ideologia política
A fins dels anys 40 Blackett va arribar a ser conegut per les seves opinions polítiques radicals, que van incloure la creença que el Regne Unit no estava en condicions de desenvolupar les armes atòmiques i que el país tenia una obligació de millorar les situacions científiques i tecnològiques en les seves colònies anteriors, especialment l'Índia.